# Wilhelm Heyd

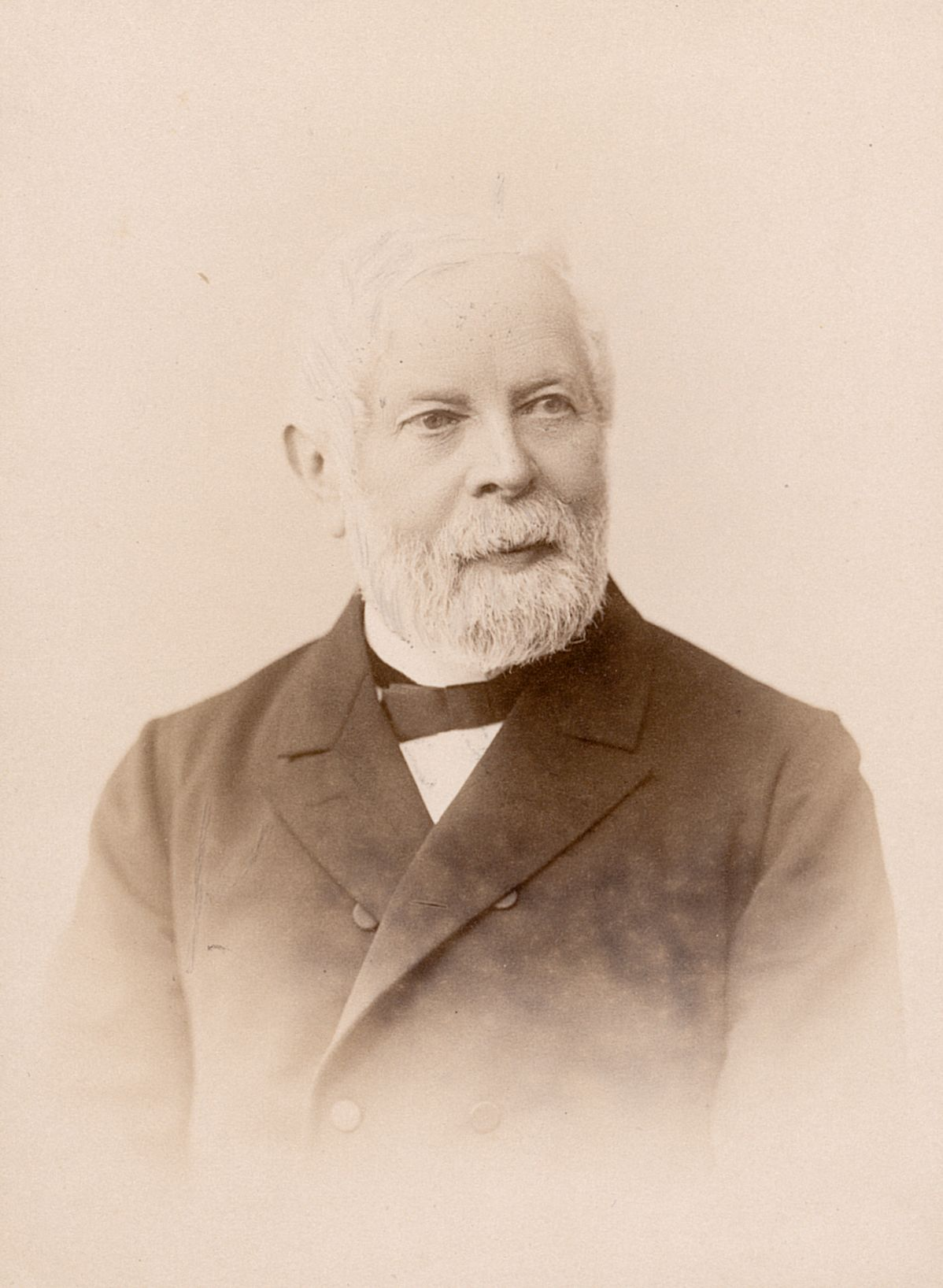
Wilhelm Heyd

Wilhelm Heyd, später von Heyd (* 23. Oktober 1823 in Markgröningen; † 19. Februar 1906 in Stuttgart) war ein deutscher Bibliothekar und Historiker. Er war ab 1857 an der Königlichen Landesbibliothek in Stuttgart tätig, seit 1873 als deren Leiter. Seine historischen Forschungen konzentrierten sich auf die mittelalterliche Handelsgeschichte, insbesondere auf den Orienthandel der italienischen Städte. Im Auftrag der Württembergischen Kommission für Landesgeschichte begründete er 1895 die Bibliographie der württembergischen Geschichte, die bis 1974 in insgesamt 11 Bänden erschien.

## Leben
Die Neigung zur Geschichte brachte Wilhelm Heyd schon aus seinem Vaterhaus mit. Er war der Sohn des Markgröninger Stadtpfarrers Ludwig Friedrich Heyd, der eine dreibändige Geschichte des Herzogs Ulrich und andere Schriften zur württembergischen Geschichte verfasste. Wie der Vater, den er schon mit 19 Jahren verlor, war Wilhelm Heyd zur Theologie bestimmt und durchlief die evangelischen Seminarien in Blaubeuren und Tübingen (Mitglied der burschenschaftlichen Verbindung Nordland Tübingen, der heutigen Studentenverbindung Normannia Tübingen). Doch mehr als die Theologie fesselten ihn schon damals historische Studien. Sein erster literarischer Versuch – damals war er Repetent am Tübinger Stift – war ein Aufsatz in Karl Biedermanns Zeitschrift Germania – die Vergangenheit, Gegenwart und Zukunft der deutschen Nation von 1851 über die Mischungen deutscher Stämme mit den Völkern des römischen Westreichs.
Im Herbst 1852 wurde ihm sein Wunsch einer längeren Studienreise nach Italien erfüllt. Die Reise ging über Rom nach Neapel, von wo er im November nach Rom zurückkehrte, um hier noch den Winter zu verbringen. Neben Kirchen, Galerien und Ruinenstätten besuchte Heyd vor allem Bibliotheken und Archive und wurde auf dieser Reise mit manchen Berühmtheiten der Gelehrtenwelt bekannt. In Rom entspann sich die Freundschaft mit Ferdinand Gregorovius, die durch verwandte Studien und durch wiederholte Besuche des römischen Geschichtsschreibers in Stuttgart befestigt wurde. Er machte damals aber auch die Bekanntschaft Scheffels und wurde, wie er selbst im Schwäbischen Merkur vom 2. Mai 1886 erzählte, durch diesen in die Gesellschaft eines geselligen Malerkreises eingeführt. Man zog zusammen in die Campagna hinaus, streifte durch die Via Appia oder wartete in den Osterien am Monte Testaccio beim Tornarellowein den Anbruch der Mondnacht ab. Ende Dezember wurde ein gemeinschaftlicher Ausflug in die Sabiner Berge gemacht, nach Palestrina, Genazzano, Olevano, wo in der Casa Baldi die Neujahrsnacht mit improvisierten lebenden Bildern gefeiert wurde. Auch Scheffel hat in den Episteln an seine Heidelberger Freunde 1892 in lebhaften Farben jene glücklichen römischen und sabinischen Tage geschildert und dabei eine launige Beschreibung des „Herrn Wilhelm Heydt, Doktor der Gottesgelahrsamkeit und Repetent am Stift zu Tübingen“ gegeben.
Die Reise war ursprünglich zu allgemeinen Bildungszwecken unternommen worden, und erst im Laufe der Reise nahmen Heyds Studien eine bestimmtere Richtung auf die Handelsgeschichte Italiens im Mittelalter. Er brachte u. a. die Erkenntnis nach Hause, dass unter den Städten Italiens Genua von der Geschichtsschreibung vernachlässigt sei, dass seine ältere Verfassungsgeschichte noch im Argen liege und dass die Stadt als See- und Kolonialmacht nicht nach Verdienst gewürdigt werde. Bei näherer Betrachtung stellte sich heraus, dass überhaupt die Seestädte Italiens, auch das meistbehandelte Venedig, bis dahin einer urkundlich begründeten Geschichte ihrer überseeischen Besitzungen entbehrten. Um diese Lücke zu schließen, schrieb Heyd die Untersuchungen über die Verfassungsgeschichte Genuas bis 1200, die 1854 in der Tübinger Zeitschrift für die gesamte Staatswissenschaft veröffentlicht wurden.
Die Repetentenstelle am Stift, die ihm Gelegenheit zu kirchengeschichtlichen Vorlesungen gab, bekleidete er noch bis 1856. In diesen und den folgenden Jahren entstanden die Studien über die Kolonien der römischen Kirche in den Kreuzfahrerstaaten und in den von den Tataren beherrschten Ländern, die 1856 und 1858 in der Zeitschrift für historische Theologie erschienen.
1856 war Heyd zum Diakonus in Weinsberg ernannt worden. Doch schon im folgenden Jahre, als Franz Pfeiffer nach Wien ging, rief ihn Christoph Friedrich Stälin an die Königliche öffentliche Bibliothek nach Stuttgart. Dort war er Bibliothekar für die Fächer Theologie, Philosophie und Geschichte und war für die Revision des Fachkatalogs zuständig. Nach Stälins Tod 1873 übernahm er dessen Stelle als Oberbibliothekar, die er 24 Jahre lang bis zu seiner Pensionierung 1897 bekleidete (seit 1894 mit dem Titel eines Direktors).
Mit dem Austritt aus dem Kirchenamt und dem Übergang zur Bibliothek hatte er nun freie Bahn für wissenschaftliche Arbeit in größerem Stil. Seitdem Georg Bernhard Depping eine Geschichte des Handels zwischen dem Morgenland und Europa veröffentlicht hatte (Paris 1830), lag neues urkundliches Material in Fülle vor. Eben hatten Gottlieb Lukas Friedrich Tafel und Georg Martin Thomas begonnen, Urkunden zur älteren Handels- und Staatsgeschichte Venedigs herauszugeben. Die Verwertung dieses Materials überließen sie dem jungen Gelehrten Heyd und bestärkten ihn in dem Vorsatz, eine zusammenhängende Geschichte des Levantehandels zu schreiben. Heyd unternahm dies zunächst in einer fortlaufenden Reihe von Abhandlungen über die Handelsbeziehungen der italienischen Städte mit dem byzantinischen Reich, die er von 1858 bis 1865 in der Tübinger Zeitschrift für die gesamte Staatswissenschaft veröffentlichte. Sofort erregten diese Abhandlungen Aufsehen in der wissenschaftlichen Welt Italiens. Sie erschienen in italienischer Übersetzung und in Buchform als Teil 6 und 13 des Sammelwerkes Nuova collezione di opere storiche, bearbeitet von Joseph Müller in Padua unter dem Titel Le colonie commerciali degli Italiani in Oriente (2 Bde., Venedig und Turin 1860–1868). Diesem Buch verdankte Heyd dauernde fruchtbare Verbindungen mit italienischen Gelehrten. Der Erfolg ermunterte ihn, auch das Interesse eines größeren Publikums in Deutschland zu gewinnen und er erweiterte seine Forschungen auf die Handelsbeziehungen der ganzen romanisch-germanischen Welt zum Orient. Für seine Ausarbeitung zog er vielfältige Quellen heran: die Urkundensammlungen der Seestädte, die Chroniken der Kreuzzüge, die Reise- und Tagebücher der Jerusalempilger wie der arabischen Reisenden, Statuten und Kaufmannsbücher, Handelstraktate, Münz- und Inschriftenfunde. So entstand Heyds Hauptwerk Geschichte des Levantehandels im Mittelalter (2 Bde., Cotta, Stuttgart 1877–1879), das seinen wissenschaftlichen Ruf in Deutschland begründete. Es galt bald als bahnbrechend und grundlegend für die mittelalterliche Handelsgeschichte. 1885–1886 erschien eine nochmals erweiterte französische Ausgabe, posthum erschienen 1913 eine italienische und 1975 eine türkische Ausgabe des Werks.
Neben diesem Hauptwerk entstanden zahlreiche kleinere Monographien und Aufsätze, in denen Heyd seine Forschungen in diesem Gebiet weiter ausdehnte. Für das Staatslexikon von Rotteck und Welcker schrieb er den Artikel über Venedig. In Sybels Historischer Zeitschrift erschien 1874 eine Abhandlung über den Fondaco dei Tedeschi (das Haus der deutschen Kaufleute) in Venedig. Als Festschrift zum Tübinger Universitätsjubiläum 1877 veröffentlichte er neue Beiträge zur Geschichte des Levantehandels. Andere Aufsätze, sowie Rezensionen verwandter Arbeiten erschienen u. a. in den Göttinger Gelehrten Anzeigen, in den Sitzungsberichten der bayrischen Akademie der Wissenschaften, im Literarischen Zentralblatt, in der Allgemeinen Zeitung. Der Allgemeinen Deutschen Biographie steuerte er biographische Artikel über eine Reihe von Orientfahrern und von schwäbischen Landsleuten bei, darunter eine Biographie seines Vaters.
Inzwischen führte Heyd an seiner Bibliothek ein stilles Gelehrtenleben. Merkwürdigerweise hat er nie wieder Italien aufgesucht. Vergebens lockte ihn Theodor Elze, der 1842 in Tübingen studiert und sich mit Heyd eng befreundet hatte, nach der Bella Venezia: „Hat diese Zauberin es Dir denn gar nicht angetan? Und summt Dir die große Glocke von San Marco gar nicht ins Ohr: komm wieder, komm wieder?“ Als Ersatz führte Heyd einen ausgebreiteten Briefwechsel mit Gelehrten aller Kulturländer, die ihm Notizen, Kopien, auch Berichtigungen zutrugen, Anfragen an ihn richteten, Schwieriges oder Streitiges mit ihm erörterten. Er galt als Autorität, von weither wurde sein Rat begehrt. Außer den schon erwähnten Namen, seien unter seinen zahlreichen Korrespondenten und Mitarbeitern noch genannt: Cornelio Desimoni und Luigi Tommaso Belgrano in Genua, Pietro Ghinzoni in Mailand, Carlo Cipolla in Turin, Guglielmo Berchet und Graf Girolamo Soranzo in Venedig, Cesare Guasti in Florenz, Gustave Schlumberger in Paris, Ferdinand Wüstenfeld in Göttingen, Wilhelm Stieda in Rostock, Titus Tobler, Reinhold Röhricht in Berlin, Aloys Schulte in Breslau, Friedrich August Flückiger in Straßburg, Dietrich Schäfer in Tübingen, Henry Simonsfeld in München, Wilhelm Anton Neumann und Joseph von Karabacek in Wien, Philip Bruun in Odessa und Ernst Kunik in Petersburg.
Zum Abschluss seiner handelsgeschichtlichen Arbeiten boten sich Heyd kleinere Stoffe, die ihm als Süddeutschen nahe lagen. Er untersuchte die Handelsbeziehungen schwäbischer Städte im Mittelalter mit Italien und Spanien, mit Genf und Lyon, und veröffentlichte die Ergebnisse dieser Untersuchungen 1880, 1884 und 1893 in den Württembergischen Vierteljahrsheften und in den Forschungen zur deutschen Geschichte. 1890 erschien die erste historische Monographie über die Große Ravensburger Handelsgesellschaft, in der Heyd das oberschwäbische Großkaufmannshaus des 14. Jahrhunderts anhand der damals bekannten Urkunden beschreibt. Nichts ahnen konnte er freilich von einem auf Schloss Salem schlummernden Aktenkonvolut der Gesellschaft, das 1909 gefunden wurde und von Aloys Schulte 1923 in einer weit umfangreicheren Darstellung dieses Unternehmens verarbeitet wurde.
Heyds letzte Arbeiten hingen enger mit seinem Beruf als Bibliothekar zusammen, denn er wandte sich nun vornehmlich der Katalogisierung zu und stellte zunächst 1889 bis 1891 einen Katalog der historischen Handschriften der Landesbibliothek in Stuttgart fertig. Anschließend bearbeitete er im Auftrag der Württembergischen Kommission für Landesgeschichte, der er seit ihrer Einsetzung im Jahre 1890 als ordentliches Mitglied angehörte, die Bibliographie der württembergischen Geschichte (2 Bde., 1895 und 1896), ein für die württembergische Landeskunde unentbehrliches, auch nach Heyds Tod bis 1974 auf insgesamt 11 Bände fortgeführtes Nachschlagewerk.
Nach seiner Pensionierung 1897 arbeitete Heyd im Auftrag der Kommission an der Herausgabe des literarischen und künstlerischen Nachlasses des württembergischen Baumeisters und Ingenieurs Heinrich Schickhardt.

## Ehrungen
Ehrungen für seine wissenschaftlichen Leistungen sind Heyd von den verschiedensten Seiten zuteilgeworden. Mitglied der Geschichtsvereine in Genua und in Venedig seit 1871 und 1876, wurde er von der Bayerischen Akademie der Wissenschaften 1879, von der Numismatischen Gesellschaft in Wien 1880 zum korrespondierenden Mitglied erwählt. Vom württembergischen König wurden ihm Orden und der Adelstitel verliehen. Die philosophische Fakultät in Tübingen verlieh ihm 1876, die staatswissenschaftliche im Jahre 1893 Ehrendoktorgrade.